# Raclette (outil)
Pour les articles homonymes, voir Raclette (homonymie).

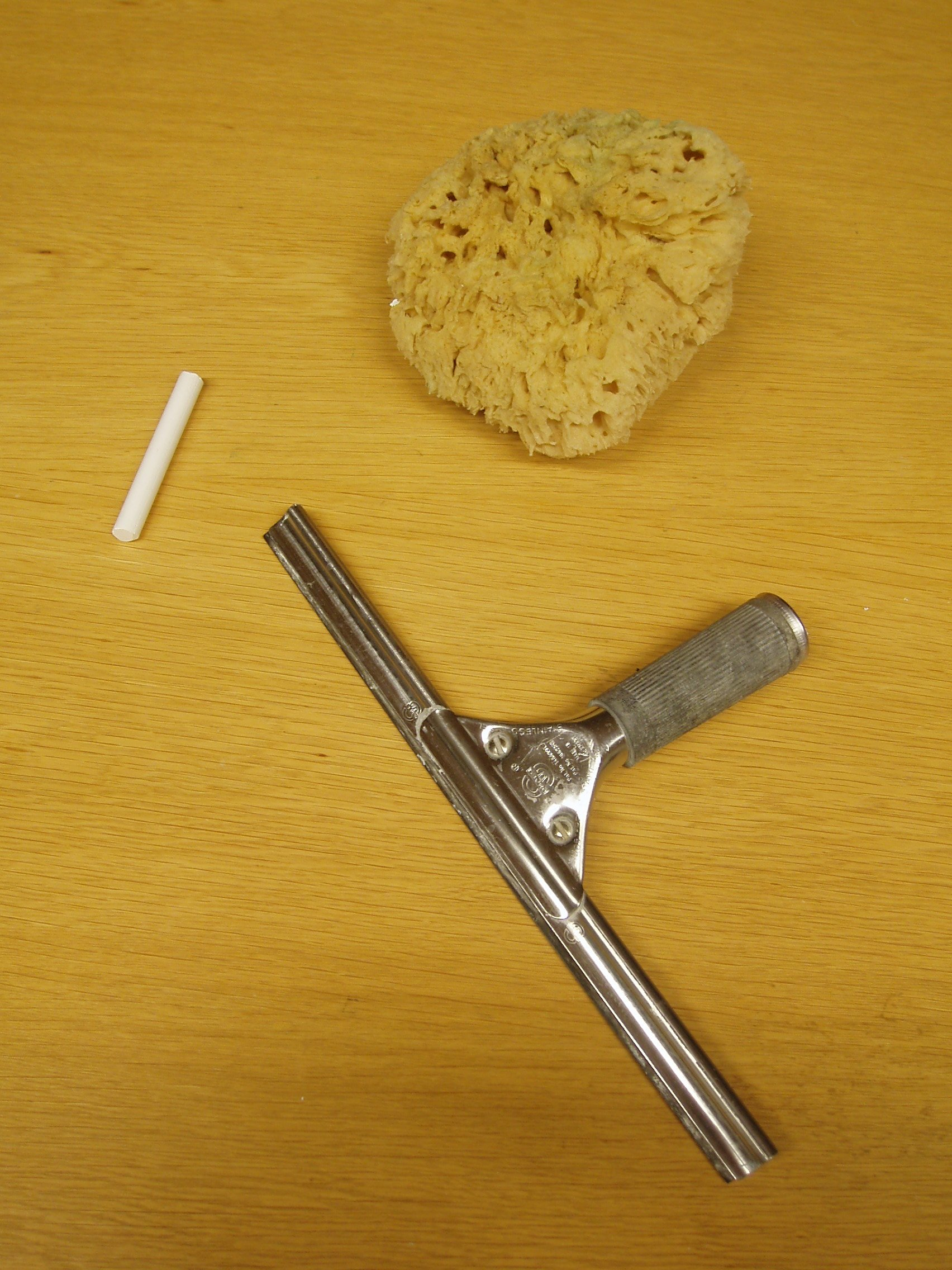
Une raclette, une éponge et une craie sur un bureau.

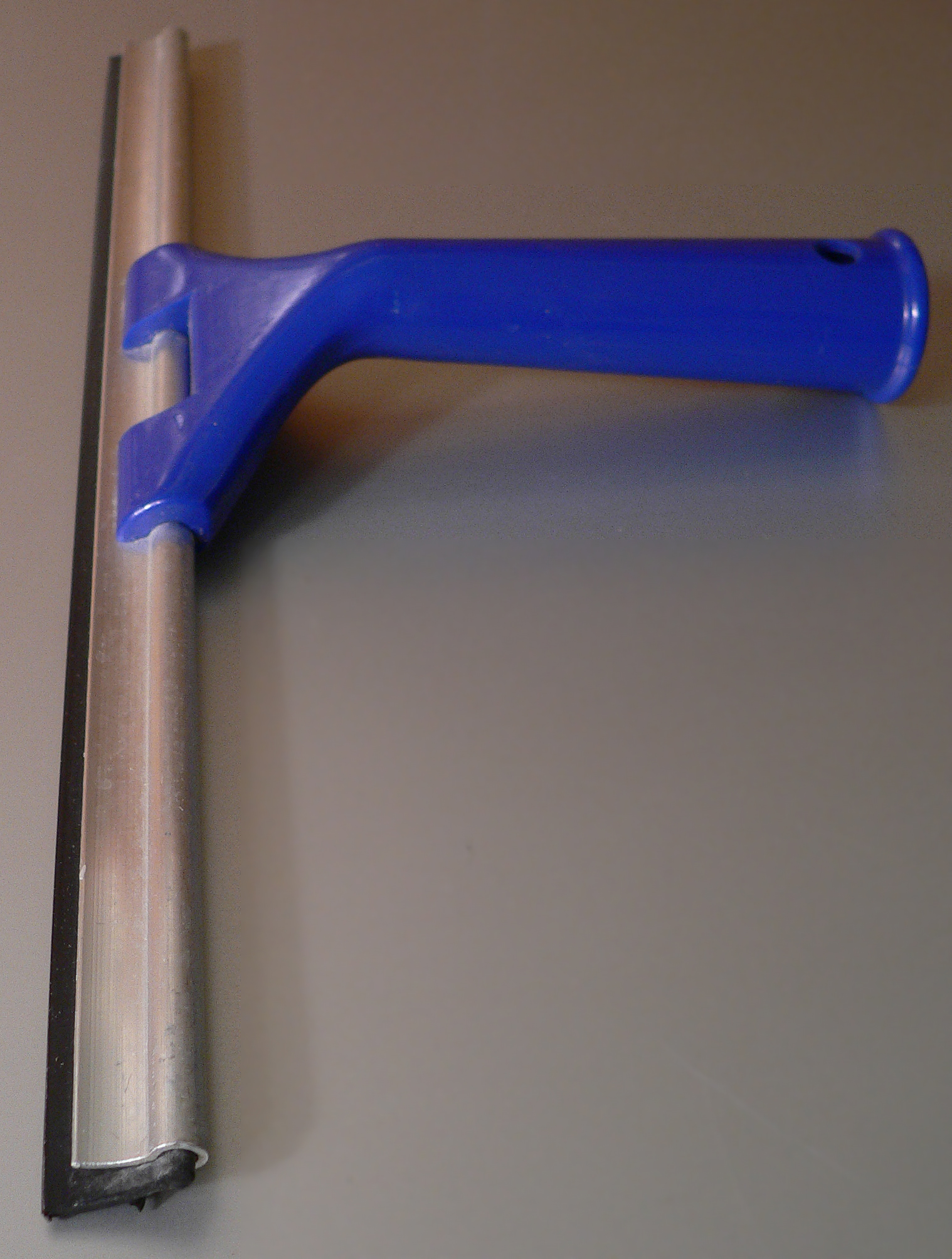
Raclette.

Une raclette est un outil destiné à déplacer un liquide déposé sur une surface grâce à une fine lame plate en caoutchouc ou en silicone. Une raclette peut par exemple être utilisée dans le but de sécher mécaniquement la surface ou de la nettoyer (raclette lave-vitres) ou pour appliquer uniformément une encre dans certaines techniques d'imprimerie (raclette d'impression en sérigraphie).

## Usages
Une petite raclette peut être utilisée pour le nettoyage des vitres tandis qu'une raclette de grandes dimensions peut être utilisée pour laver une grande surface au sol (surface carrelée, pont de bateau…). D'une certaine manière, les essuie-glaces d'un véhicule sont des raclettes montées sur un porte-raclettes automatisé.
Une raclette est aussi utile pour resurfacer une patinoire ou tout autre surface glacée et est alors souvent associée à un ensemble d'outils intégrés dans une surfaceuse.
En sérigraphie à plat, une raclette sert à appliquer l'encre sur le support, dans un mouvement allant vers l'utilisateur, d'où le nom de « tirage » (ou « raclage »).

Dans le Nord de la France et dans l'Est de la France les gens l'appellent un "râcleau" ou (râcle-eau)